# Gare de Dourdan
Ne doit pas être confondu avec Gare de Dourdan - La Forêt.
La gare de Dourdan est une gare ferroviaire française de la ligne de Brétigny à La Membrolle-sur-Choisille, située sur le territoire de la commune de Dourdan, dans le département de l'Essonne, en région Île-de-France.
C'est une gare de la Société nationale des chemins de fer français (SNCF) desservie par les trains de la branche C4 du RER C.

## Situation ferroviaire
Établie à 118 mètres d'altitude, la gare de Dourdan est située au point kilométrique (PK) 55,542 de la ligne de Brétigny à La Membrolle-sur-Choisille, entre les gares de Sermaise et de Dourdan - La Forêt

## Histoire
La gare de Dourdan est ouverte le 28 décembre 1865 par la Compagnie du Chemin de fer de Paris à Orléans (PO) lors de la mise en service de la section de Brétigny à Vendôme.
Dès le mois de juillet 2014, de travaux de ravalement du bâtiment voyageurs vont être entrepris. Le projet est la remise en forme des façades dans leur forme d'origine. Ce projet financé dans sa totalité par la SNCF mettra aussi en place des portes automatiques pour assurer l'accessibilité des personnes à mobilité réduite (PMR). Les travaux sont prévus pour une durée de six mois.

## Fréquentation
De 2015 à 2022, selon les estimations de la SNCF, la fréquentation annuelle de la gare s'élève aux nombres indiqués dans le tableau ci-dessous.
| Année     | 2015    | 2016    | 2017    | 2018    | 2019    | 2020    | 2021    | 2022    |
| --------- | ------- | ------- | ------- | ------- | ------- | ------- | ------- | ------- |
| Voyageurs | 866 000 | 890 369 | 917 332 | 930 666 | 951 888 | 335 576 | 699 773 | 786 264 |

## Service des voyageurs

### Accueil
Elle est équipée d'un système d'information sur les horaires des trains en temps réel, dans la gare, sur les quais et à l’extérieur de la gare, et d'automates pour l'achat de titres de transport Transilien.
La voie 1, situé sur le quai latéral, est accessible directement depuis le bâtiment voyageurs. Le quai central desservant les voies 2a et 2b, est accessible via un souterrain depuis la voie 1.

### Desserte
Elle est desservie par les trains de la ligne C du RER parcourant la branche C4 et par quelques trains TER à destination de Vendôme ou de Châteaudun, sans arrêt depuis Paris-Austerlitz.
Les « codes missions » des trains desservant la gare figurent à l'article Ligne C du RER d'Île-de-France.

Installations et desserte
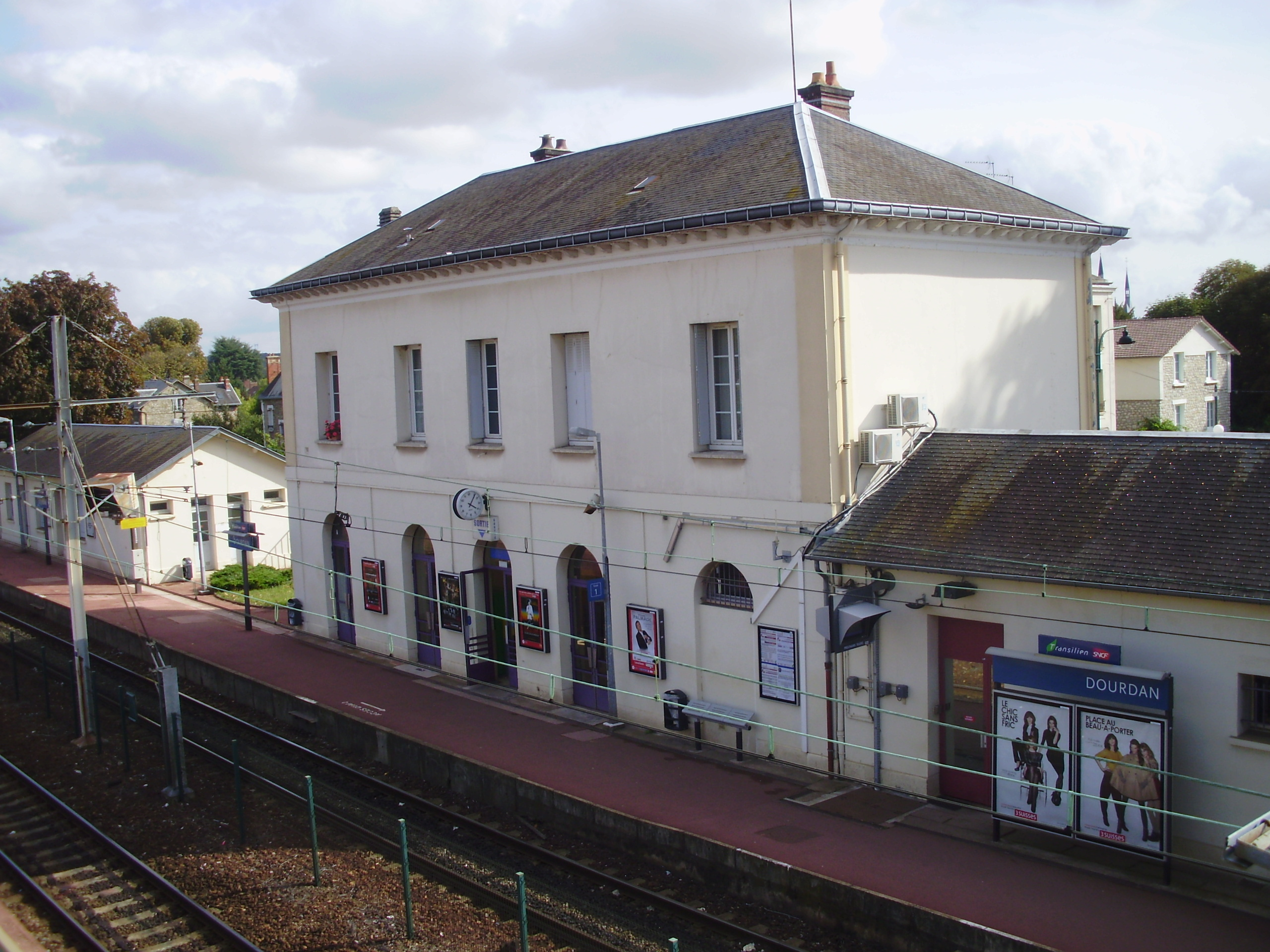
Le bâtiment voyageurs.
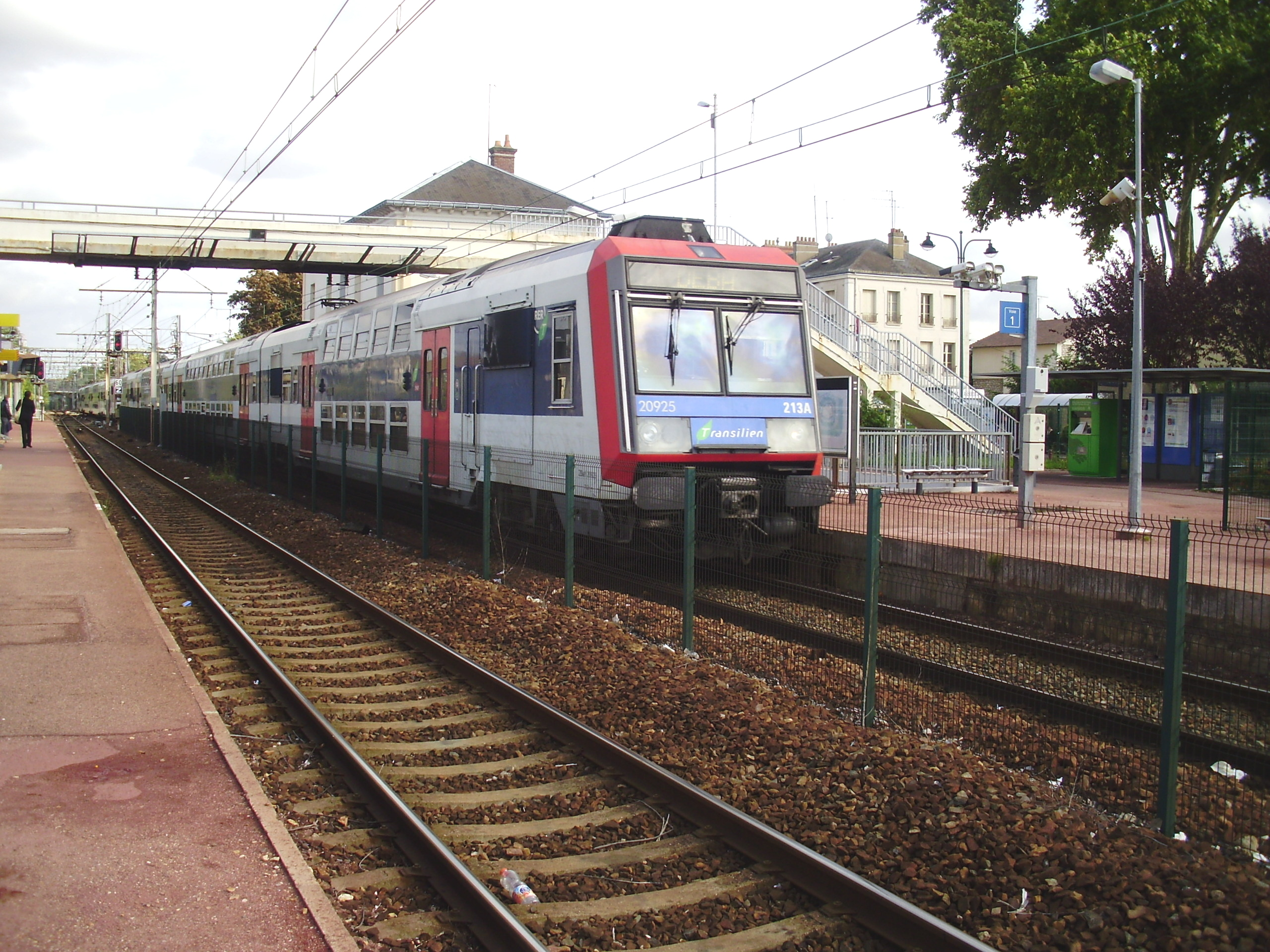
Desserte.
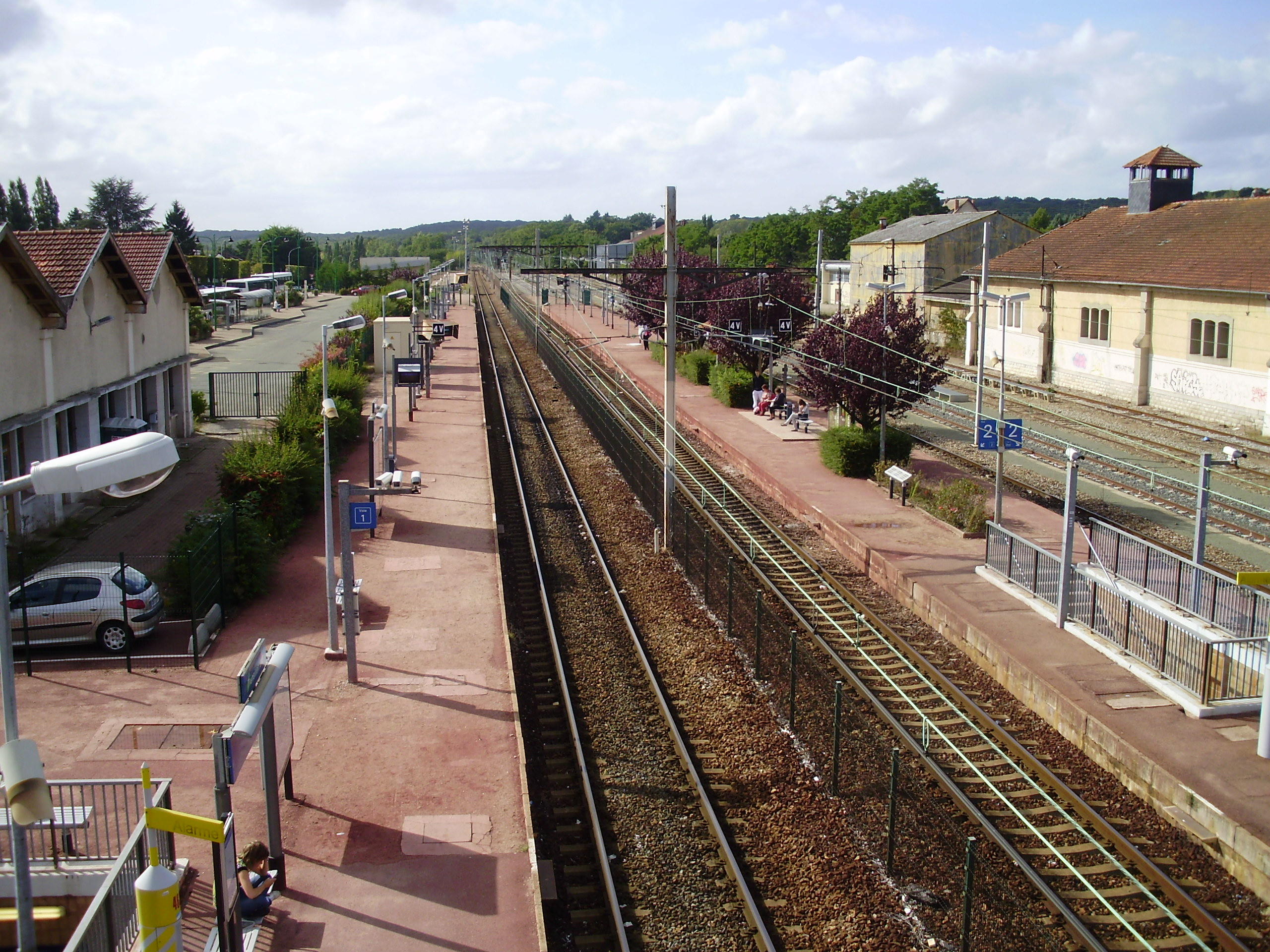
Vue vers Dourdan.

### Intermodalité
La gare est desservie par les lignes 5233, 5269, 5318, 7810 et le service de transport à la demande du réseau de bus Centre et Sud Yvelines, par les lignes 4450, 4451, 4452, 4453, 4454, 4455, 4457, 4459, 4461, 4462, 4463, 9102, 9103 et le service de transport à la demande du réseau de bus Essonne Sud Ouest et par la ligne 86 du réseau Rémi.

## Service des marchandises
Cette gare est ouverte au service du fret (train massif uniquement).

Desserte marchandises
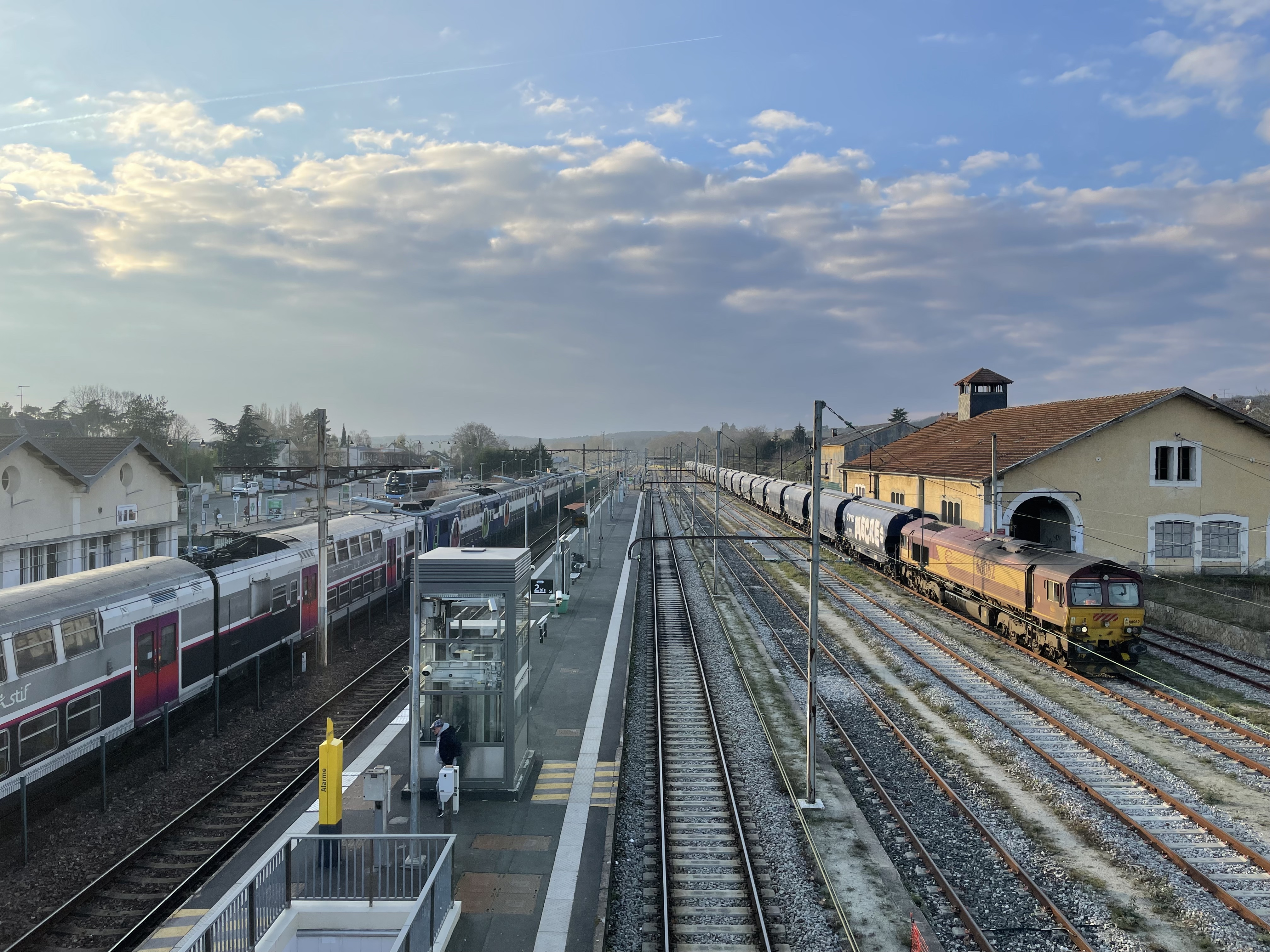
Les voies de services à droite et le bâtiment marchandises. Une Class 66 et sa rame y stationnent en attendant le départ.